# Oligomer
Ein Oligomer (von altgriechisch ὀλίγοι oligoi ‚Wenige‘ und μέρος méros ‚Teil‘) ist ein Molekül, das aus mehreren strukturell gleichen oder ähnlichen Einheiten aufgebaut ist. Bei einer größeren Anzahl von Einheiten spricht man von einem Polymer. Das Unterscheidungskriterium nach IUPAC ist, ob eine kleine Änderung der Zahl der Einheiten schon eine deutliche Änderung der Eigenschaften bewirkt. Der Vorgang der Bildung von Oligomeren wird als Oligomerisierung bezeichnet.
Eine einzelne Einheit wird Monomer genannt. Nach Anzahl der Einheiten werden Oligomere meist in Anlehnung an altgriechische Zahlwörter benannt: bestehen sie aus zwei, drei, vier, fünf, sechs, sieben, acht … Einheiten heißen sie entsprechend Dimer, Trimer, Tetramer, Pentamer, Hexamer, Heptamer, Oktamer.
Sind dabei alle Untereinheiten einander gleich, so spricht man von einem homomeren Oligomer oder Homomer, bei verschiedenen Untereinheiten von einem Heteromer.
Oligomere treten unter anderem im Verlauf der Polymerisation auf (siehe z. B. Harnstoffharz) oder umgekehrt bei der Spaltung von Polymeren (siehe z. B. Verdauungsenzym).

## Sprachgebrauch in der Biochemie
Die Einheiten eines Oligomers sind untereinander verbunden. Bei einem Oligopeptid beispielsweise ist dies eine kovalente Bindung, die Peptidbindung. Doch können derart gebildete Aminosäureketten eines Oligopeptids oder Polypeptids zu einem Protein falten und sich mit anderen Proteinen wiederum zu einem größeren Komplex zusammenlagern, zu einem Proteinkomplex assoziieren. Dessen Untereinheiten sind jedoch meist nicht kovalent miteinander verbunden.
In der Biochemie versteht man so unter einem „oligomeren Protein“ nicht etwa ein aus nur wenigen Aminosäureeinheiten bestehendes, das wäre ein Oligopeptid, sondern einen Proteinkomplex aus mehreren – gleichen oder ungleichen – Untereinheiten. Beispielsweise ist eine Kollagenfaser ein homomeres Trimer, hingegen Hämoglobin ein heteromeres Tetramer oder Heterotetramer.